# بوریس پونگ
بوریس پونگ (انگلیسی: Boris Ponge؛ زادهٔ ۳ ژوئن ۱۹۸۵) بازیکن فوتبال اهل فرانسه است.
از باشگاه‌هایی که در آن بازی کرده‌است می‌توان به باشگاه فوتبال المپیک لیون، باشگاه فوتبال کلرمون فوت، و باشگاه فوتبال دیژون اشاره کرد.